# 中期業務見積り
中期業務見積り（ちゅうきぎょうむみつもり、英語: Mid-Term Program。以下「中業」と略す）は、日本国自衛隊の軍備計画の一種。正確には国防会議を経て閣議決定された防衛力整備計画ではなく、防衛計画の大綱に基いて防衛庁内に限られた防衛行政に関する一定の方向性を定めた防衛力整備の見積り（計画）である。
51大綱が決定されて以降、それまでの一定期間を定めた防衛力整備計画は採用されず昭和52年度（1977年4月）からは単年度方式で各種調達が実施されるようになる。しかし、防衛力整備の中でも、特に重要な案件については出来る限り将来性を定める必要性があった。このため実務上で求められる計画が必要となり、防衛庁内部に限る中期的整備計画が作成された。これが「中期業務見積り」である。

## 概要
昭和51年に防衛計画の大綱が決定されて以降、それまでは一定期間を定めて複数年に跨り防衛力を整備してきたが、昭和52年度以降は単年度方式により毎年ごとに必要な決定がなされるようになる。だが、防衛力整備は中長期的に視野と方向を持って実行しなければならない性格を有しているため、実際の業務に為により具体的な計画を必要としていた。この為、防衛庁では昭和52年4月に「防衛諸計画の作成等に関する訓令」（昭和52年防衛庁訓令第8号）を制定し、防衛諸計画の一環として「中期業務見積り」という防衛庁かぎりの計画を作成していた。中業は三自衛隊の主要事業を、原則として作成する年度の翌々年度以降5年間を見積もることにより、各年度の業務計画の作成や予算要求などの参考として用いることを目的とした。また、この見積りは固定的なものでは無く、各年度ごとに必要に応じて見直しが行われ、3年毎に新たな見積が作成されていた。

## 五三中業
53中業は昭和53年度（1978年4月から1979年3月）に作成され、同年7月17日に長官承認を得て、昭和55年度（1980年4月）から昭和59年度（1984年3月）までを対象とした防衛庁内限りの計画。
重視事項はそれまで不十分とみなされていた防空、対潜、水際防御、電子戦、継戦能力、坑堪性等の強化であった。この事業の経費は総額18兆4,000億円と見積もられた。

### 主要整備内容
- 陸上自衛隊 - 部隊の編成では第7師団の機甲師団化を進めると共に四国に混成団を新編する[3]。
- 海上自衛隊 - 部隊の編成では沖縄航空隊を第5航空群に改編する[3]。
- 航空自衛隊 - 部隊の編成ではベレンコ中尉亡命事件で発覚した低空侵入に対する早期警戒体制の不全を改善するために警戒航空隊を新編する[3]。

予備自衛官について、陸上自衛隊と航空自衛隊は引き続いて増員すると共に、海上自衛隊でも新たに予備自衛官の採用を開始する。情報および通信について、防衛マイクロ回線は引き続いて整備を進め、自動警戒管制組織の近代化や各種情報収集手段の整備を実施する。人事施策について定年延長や就職援護の充実、各種保健医療施設の充実、宿舎の整備など生活・衛生環境の改善を図る。教育訓練について、演習場の整備や国外派遣訓練の充実、P-3C用訓練装置やF-15用フライトシミュレーターなどの教材の導入の推進があった。共通事項として、弾薬備蓄の増加推進や即応性向上を目指し、弾薬保管、水雷調整、機雷敷設などを検討改善を行う。

### 主要装備調達計画
陸上自衛隊
| 装備             | 計画調達量 | 実績 |
| ---------------- | ---------- | ---- |
| 戦車             | 約300輌    |      |
| 自走火砲         | 約180門    |      |
| 装甲車           | 約110輌    |      |
| 各種ヘリコプター | 115機      |      |

海上自衛隊
| 装備             | 計画調達量 | 実績 |
| ---------------- | ---------- | ---- |
| 護衛艦           | 16隻       |      |
| 潜水艦           | 5隻        |      |
| 各種艦艇         | 39隻       |      |
| 対潜哨戒機       | 37機       |      |
| 対潜ヘリコプター | 51機       |      |
| 掃海ヘリコプター | 6機        |      |
| 救難飛行艇       |            |      |
| 救難ヘリコプター |            |      |

航空自衛隊
地対空ミサイル・ナイキJの更新については引き続いて検討し、要撃戦闘飛行隊10個体制を維持するためにF-4EJ戦闘機の減耗状況を見極めつつ検討するとされた。
| 装備             | 計画調達量 | 実績 |
| ---------------- | ---------- | ---- |
| 要撃戦闘機       | 77機       |      |
| 早期警戒機       | 4機        |      |
| 支援戦闘機       | 13機       |      |
| 輸送機           | 12機       |      |
| 高等練習機       | 23機       |      |
| 救難ヘリコプター |            |      |

## 五六中業
1回目の見直しとして、56中業は昭和56年度（1981年4月から1982年3月）および昭和57年度前半に作業して作成され、昭和56年4月28日に防衛庁長官が事務当局に対して長官指示を発し、主要事業の見積りを行い庁内の業務計画に役立て、防衛大綱に示された水準の達成を基本に作成し、財政負担の軽減に留意しつつ装備の近代化に邁進させ、作成作業を1年で終了させるとした。対象期間は昭和58年度（1983年4月）から昭和60年度（1986年3月）までを対象とした防衛庁内限りの計画。56中業は前回の見積りと異なり日本の防衛力整備に対して内外の関心の高まりを受けて、シビリアン・コントロールの観点から国防会議に付議されることになる。

### 主要整備内容
- 陸上自衛隊 - 部隊の編成では作戦基本部隊などの編制の近代化について検討するに留まり、期間内での大きな改編は予定されない[3]。
- 海上自衛隊 - 陸上自衛隊と同じく大規模な編成の改編などは実施されないが、新装備取得に合わせて逐年で隊員を増加させる[3]。
- 航空自衛隊 - 部隊の編成では引き続いて警戒航空隊の新編にあたり、航空戦闘の戦技の開発・教導・評価についての体制改善の為、航空総隊司令部飛行隊、飛行教導隊、教導高射隊などを廃止し「航空教導団（仮称）」を新編し、航空救難の指揮系統の合理化と端末空輸態勢を確立するため、航空救難団、航空方面隊司令部支援飛行隊などを廃止し、航空方面隊および南西航空混成団に「救難・支援飛行隊（仮称）」を新編する[3]。

情報・通信および部隊運用や人事および衛生について前回と大きな変化はない。教育訓練について陸上自衛隊のAH-1S、海上自衛隊のP-3C、航空自衛隊のF-15用フライトシミュレーターなどの新装備取得に伴う教材・訓練装置を整備すると共に、所要の燃料を確保し、部隊練度向上のため訓練評価装置などを導入すると共にアメリカ合衆国軍との共同訓練や国外訓練の他、硫黄島の訓練施設などの整備も行うとする。
共通事項として、継戦能力の向上のため弾薬備蓄の推進や、即応態勢の向上のため機雷・魚雷の実装整備場や完成弾庫などの整備と並行し機雷敷設機能の改善を検討する。航空基地、レーダーサイトの坑堪性向上のため短距離地対空誘導弾、携帯式地対空誘導弾、対空機関砲の配備や移動警戒隊の整備の他に航空機用掩体の建設を推進する。航空救難態勢の近代化や教育訓練の向上のため中等練習機XT-4、教育訓練用ヘリコプター、訓練支援艦などを整備する。施設については引き続いて不備是正を図る。
研究開発について、防衛技術水準の向上を図りつつ日本の地勢・国情に適した装備品等の開発する。対象は地対艦誘導弾、新戦車、中対戦車誘導弾、装甲戦闘車、新高射機関砲、新対潜ヘリコプター（艦載型）・システム、対潜水用短魚雷、新型機雷、深々度機雷掃討装置、中等練習機、格闘戦用ミサイル、次期警戒管制レーダー、ECM装置、ターゲット・ドローンなど技術研究本部の実施する技術研究開発のほか、新装備などの運用に関する研究を進め試験評価機能の整備などを図る。
これら以外に、航空機騒音の低減や水質汚濁、海洋汚染の防止のために消音装置や汚水処理施設の充実を図り、海洋気象観測や航空保安管制能力の向上のため所要の機材を整備する。
56中業では、防衛大綱に定める「防衛の構想」に従いその「防衛の態勢」および「陸上、海上及び航空自衛隊の体制」を質量両面から備えた防衛力を、原則としてその完成時において保有する事を基本目標としていた。また、主要整備内容の内、正面装備の取得のために昭和58年度から昭和62年度までの間に必要な経費の概要は、昭和57年度価格で4兆4,000億円から4兆6,000億円程度と見積もられた。

### 主要装備調達計画
陸上自衛隊
| 装備               | 計画調達量 | 実績 |
| ------------------ | ---------- | ---- |
| 戦車               | 373輌      |      |
| 火砲               |            |      |
| 装甲車             |            |      |
| 高射機関砲         |            |      |
| 対戦車ヘリコプター | 43機       |      |
| 輸送ヘリコプター   | 17機       |      |
| 多用途ヘリコプター | 49機       |      |
| 地対空誘導弾の改修 |            |      |

海上自衛隊
| 装備             | 計画調達量 | 実績 |
| ---------------- | ---------- | ---- |
| 護衛艦           | 14隻       |      |
| 潜水艦           | 6隻        |      |
| 対潜哨戒機       | 50機       |      |
| 対潜ヘリコプター | 63機       |      |

航空自衛隊
| 装備             | 計画調達量  | 実績 |
| ---------------- | ----------- | ---- |
| 要撃戦闘機       | 75機        |      |
| 支援戦闘機       | 24機        |      |
| 輸送機           | 8機         |      |
| 輸送ヘリコプター | 6機         |      |
| 高等練習機       | 7機         |      |
| 新地対空誘導弾   | 2.5個群程度 |      |

### 装備調達実績
陸上自衛隊
| 装備                   | S55 | S56 | S57 | S58 | S59 | 内容                                |
| ---------------------- | --- | --- | --- | --- | --- | ----------------------------------- |
| 戦車                   |     |     |     |     |     | 74式戦車                            |
| 自走榴弾砲             |     |     |     |     |     | 75式自走155mmりゅう弾砲             |
| 自走榴弾砲             |     |     |     |     |     | 203mm自走りゅう弾砲                 |
| 榴弾砲                 |     |     |     |     |     | FH70                                |
| 迫撃砲                 |     |     |     |     |     | 64式81mm迫撃砲                      |
| 装甲車                 |     |     |     |     |     | 73式装甲車                          |
| 指揮通信車             |     |     |     |     |     | 82式指揮通信車                      |
| 偵察警戒車             |     |     |     |     |     | 87式偵察警戒車                      |
| 新高射機関砲           |     |     |     |     |     |                                     |
| 中対戦車誘導弾         |     |     |     |     |     | 87式対戦車誘導弾                    |
| 84mm無反動砲           |     |     |     |     |     | カールグスタフ                      |
| 多連装ロケット弾発射機 |     |     |     |     |     | 75式130mm自走多連装ロケット弾発射機 |
| 対戦車ヘリコプター     |     |     |     |     |     | AH-1S                               |
| 輸送ヘリコプター       |     |     |     |     |     | CH-47                               |
| 多用途ヘリコプター     |     |     |     |     |     | HU-1H                               |
| 観測ヘリコプター       |     |     |     |     |     | OH-6D                               |
| ホークの改修           |     |     |     |     |     | 地対空誘導弾ホーク                  |
| 短距離地対空誘導弾     |     |     |     |     |     | 81式短距離地対空誘導弾              |
| 携帯式地対空誘導弾     |     |     |     |     |     | 91式携帯地対空誘導弾                |

海上自衛隊
| 装備                   | S55 | S56 | S57 | S58 | S59 | 内容       |
| ---------------------- | --- | --- | --- | --- | --- | ---------- |
| 護衛艦（DDG）          |     |     |     |     |     | はたかぜ型 |
| 護衛艦（DD）           |     |     |     |     |     | あさぎり型 |
| 護衛艦（DE）           |     |     |     |     |     | ゆうばり型 |
| 潜水艦                 |     |     |     |     |     | ゆうしお型 |
| 掃海艇                 |     |     |     |     |     |            |
| ミサイル艇             |     |     |     |     |     |            |
| 海洋観測艦             |     |     |     |     |     |            |
| 補給艦                 |     |     |     |     |     | とわだ型   |
| 輸送艦                 |     |     |     |     |     |            |
| 輸送艇                 |     |     |     |     |     |            |
| 訓練支援艦             |     |     |     |     |     |            |
| 現役護衛艦の改修       |     |     |     |     |     |            |
| 対潜哨戒機             |     |     |     |     |     | P-3C       |
| 陸上型対潜ヘリコプター |     |     |     |     |     | HSS-2B     |
| 艦載型対潜ヘリコプター |     |     |     |     |     |            |
| 掃海ヘリコプター       |     |     |     |     |     |            |
| 救難ヘリコプター       |     |     |     |     |     | S-6A1      |
| 訓練支援機             |     |     |     |     |     | U-36       |
| 連絡機                 |     |     |     |     |     | TC-90      |
| 練習機                 |     |     |     |     |     | TC-90      |
| 練習機                 |     |     |     |     |     | KM-2       |
| 練習機                 |     |     |     |     |     | OH-6D      |

航空自衛隊
| 装備               | S55 | S56 | S57 | S58 | S59 | 内容                   |
| ------------------ | --- | --- | --- | --- | --- | ---------------------- |
| 要撃戦闘機         |     |     |     |     |     | F-15J                  |
| 支援戦闘機         |     |     |     |     |     | F-1                    |
| 支援新戦闘機       |     |     |     |     |     | FS-X                   |
| 早期警戒機         |     |     |     |     |     | E-2C                   |
| 輸送機             |     |     |     |     |     | C-130H                 |
| 輸送ヘリコプターー |     |     |     |     |     | CH-47                  |
| 救難ヘリコプター   |     |     |     |     |     | V-107                  |
|                    |     |     |     |     |     | HH-X                   |
| 捜索救難機         |     |     |     |     |     | MU-2                   |
|                    |     |     |     |     |     | EC-130H                |
| 新練習機           |     |     |     |     |     | XT-4                   |
| 高等練習機         |     |     |     |     |     | T-2                    |
| 地対空誘導弾       |     |     |     |     |     | SAM-X                  |
| 短距離地対空誘導弾 |     |     |     |     |     | 81式短距離地対空誘導弾 |
| 携帯式地対空誘導弾 |     |     |     |     |     |                        |
| 対空機関砲         |     |     |     |     |     |                        |

## 次期中業
昭和59年に第2回目の見積りが策定され、昭和61年度（1986年4月）から昭和65年度（1991年3月）までを対象期間とする59中業として、昭和59年5月以降には大綱水準に達するとの見込みの下で作成されるはずであったが、折からの防衛政策に対する関心の高まりを受け、昭和61年度から正式な政府計画として決定され、中期防衛力整備計画として推進されることになる。
中業から中期防への変化は、厳しい財政事情を反映して所要経費をできる限り抑制し、適切な文民統制の充実を図るため、防衛庁内限りの資料ではなく政府の責任において、中期的な防衛力整備の方向とその内容を経費の両面に渡って示すことが望ましいと判断した政府は、昭和60年（1985年）9月18日に中期防衛力整備計画を国防会議および閣議で決定する。